# The Magnificent Yankee
The Magnificent Yankee è un film del 1950, diretto da John Sturges.

## Produzione e distribuzione
Il film fu prodotto e distribuito dalla Metro-Goldwyn Mayer.

## Premi
Il protagonista Louis Calhern ottenne la candidatura come miglior attore nell'edizione 1951 degli Oscar e ai Golden Globe.